# 宽颈龙属
宽颈龙属（属名：Shingopana，在斯瓦希里语中意为“宽阔的颈部”）是坦桑尼亚晚白垩世（阿尔比阶）加卢拉组的一属泰坦巨龙类蜥脚下目恐龙。其仅所知于模式种松圭宽颈龙（S. songwensis）。Gorsak和O'Connor的系统发育分析指出，与迄今为止在南非和北非发现的任何一种泰坦巨龙类相比，宽颈龙与南美泰坦巨龙类演化支风神龙族的关系更为密切。

## 发现与命名
2002年，隶属于鲁克瓦裂谷盆地项目（Rukwa Rift Basin Project）的科学家们发现了正模标本的一部分，该项目由Patrick O'Connor和Nancy Stevens负责。其余骨骼是接下来的几年中挖掘出来。该属于2017年正式命名。

## 叙述
宽颈龙是一种四足风神龙族蜥脚类动物，当它成年时身长可达8（26英尺），小于一般蜥脚类。

### 骨骼
动物死后不久，正模标本被昆虫破坏。
宽颈龙所知于部分下颌骨，以角骨为代表。该属同样所知于四节颈椎，这些椎骨中有两节保留了颈肋，另一节上发现了孤立的颈肋。相反的是宽颈龙残缺不全的颈椎化石上带有球状扩张的残余，这可能有助于增强其颈部的坚固性。
正模标本保留了四根肋骨，但没有一根完整。肋骨边缘凸起，但其功能目前未知。
化石中带有几乎完整的肱骨，还发现了部分耻骨。

## 分类
宽颈龙由Silva等人（2019年）分配至风神龙族。

## 古生态学
正模标本发现于坦桑尼亚鲁克瓦裂谷盆地的晚白垩世加卢拉组。宽颈龙与蜥脚类的鲁夸巨龙和姆图卡龙、中喙鳄目的帕卡鳄和鲁夸鳄、哺乳类的加卢拉兽、一种未命名的诺托鳄类、一种未命名的乌龟、一种未命名的兽脚类和两种肺鱼（Lupaceradotus和一个未命名属）同期共存。